# Pekka Puska
Pekka Matti Jaakko Puska (ur. 18 grudnia 1945 w Vaasa) – fiński naukowiec, specjalista w zakresie zdrowia publicznego oraz polityk, profesor, w latach 2009–2013 dyrektor generalny Narodowego Instytutu Zdrowia i Dobrobytu, poseł do Eduskunty.

## Życiorys
Na Uniwersytecie w Turku ukończył nauki polityczne (1968) i medycynę (1971). Doktoryzował się z medycyny i chirurgii na Uniwersytecie w Kuopio. Specjalizował się w zakresie epidemiologii i zdrowia publicznego. Jako nauczyciel akademicki związany głównie z Uniwersytetem w Kuopio oraz Uniwersytetem Helsińskim.
Wieloletni pracownik Kansanterveyslaitos (KTL), narodowego instytutu zdrowia publicznego. Był w jego ramach dyrektorem wydziału epidemiologii i promocji zdrowia oraz dyrektorem generalnym KTL. Odpowiadał m.in. za projekt przeciwdziałania chorobom układu krążenia w Karelii Północnej i następnie w całej Finlandii. W latach 2001–2003 pełnił funkcję dyrektora jednego z departamentów w strukturze Światowej Organizacji Zdrowia. Po przekształceniach organizacyjnych w 2009 został dyrektorem generalnym fińskiego Narodowego Instytutu Zdrowia i Dobrobytu, którym kierował do 2013. Był też przewodniczącym rady zarządzającej Międzynarodowej Agencji Badań nad Rakiem (2010–2013) i organizacji pozarządowej World Heart Federation (2011–2012).
Zaangażowany również w działalność polityczną w ramach Partii Centrum. W latach 1987–1991 sprawował mandat deputowanego. Od 1993 do 1997 był radnym miejskim w Joensuu. W 2017 ponownie zasiadł w fińskim parlamencie.